# Nagarzê
| Tibetische Bezeichnung                      |
| ------------------------------------------- |
| Tibetische Schrift: སྣ་དཀར་རྩེ་རྫོང              |
| Wylie-Transliteration: sna dkar rtse rdzong |
| Offizielle Transkription der VRCh: Nagarzê  |
| THDL-Transkription: Nakartsé                |
| Andere Schreibweisen: Nakartse              |
| Chinesische Bezeichnung                     |
| Traditionell: 浪卡子縣                      |
| Vereinfacht: 浪卡子县                       |
| Pinyin:Làngkǎzǐ Xiàn                        |

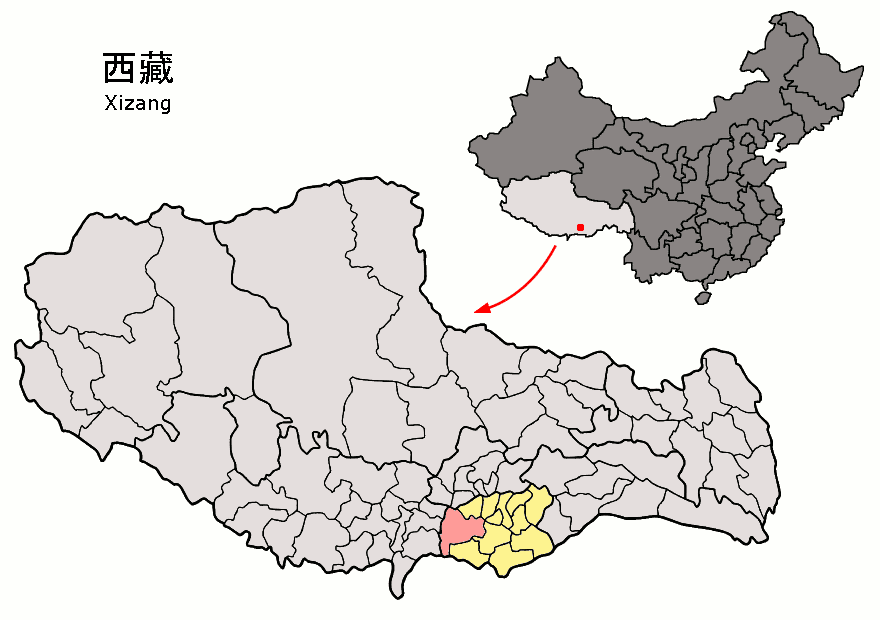
Lage des Kreises Nakartse (rosa) im Bezirk Lhokha (gelb) im Autonomen Gebiet Tibet

Nagarzê (Nakartse) ist ein Kreis im Regierungsbezirk Shannan in Tibet. Er hat eine Fläche von 7.970 Quadratkilometern und 32.835 Einwohner (Stand: Zensus 2020). Nach der Volkszählung von 1990 betrug die Einwohnerzahl 29.512, davon waren 29.410 Tibeter und 99 Han-Chinesen. (Volkszählung von 2000: 32.635 Einwohner.)
In Nagarzê befinden sich das Kloster Samding und der See Yamzhog Yumco.

## Administrative Gliederung
Auf Gemeindeebene setzt sich der Kreis aus zwei Großgemeinden und acht Gemeinden zusammen. Diese sind (Pinyin/chin.):
- Großgemeinde Langkazi 浪卡子镇, tibetisch Nagarzê སྣ་དཀར་རྩེ
- Großgemeinde Dalong 打隆镇

- Gemeinde Zhangda 张达乡
- Gemeinde Gongbuxue 工布学乡
- Gemeinde Duoque 多却乡
- Gemeinde Pumajiangtang 普马江塘乡
- Gemeinde Azha 阿扎乡
- Gemeinde Kalong 卡龙乡
- Gemeinde Baidi 白地乡
- Gemeinde Kare 卡热乡

Nagarzê
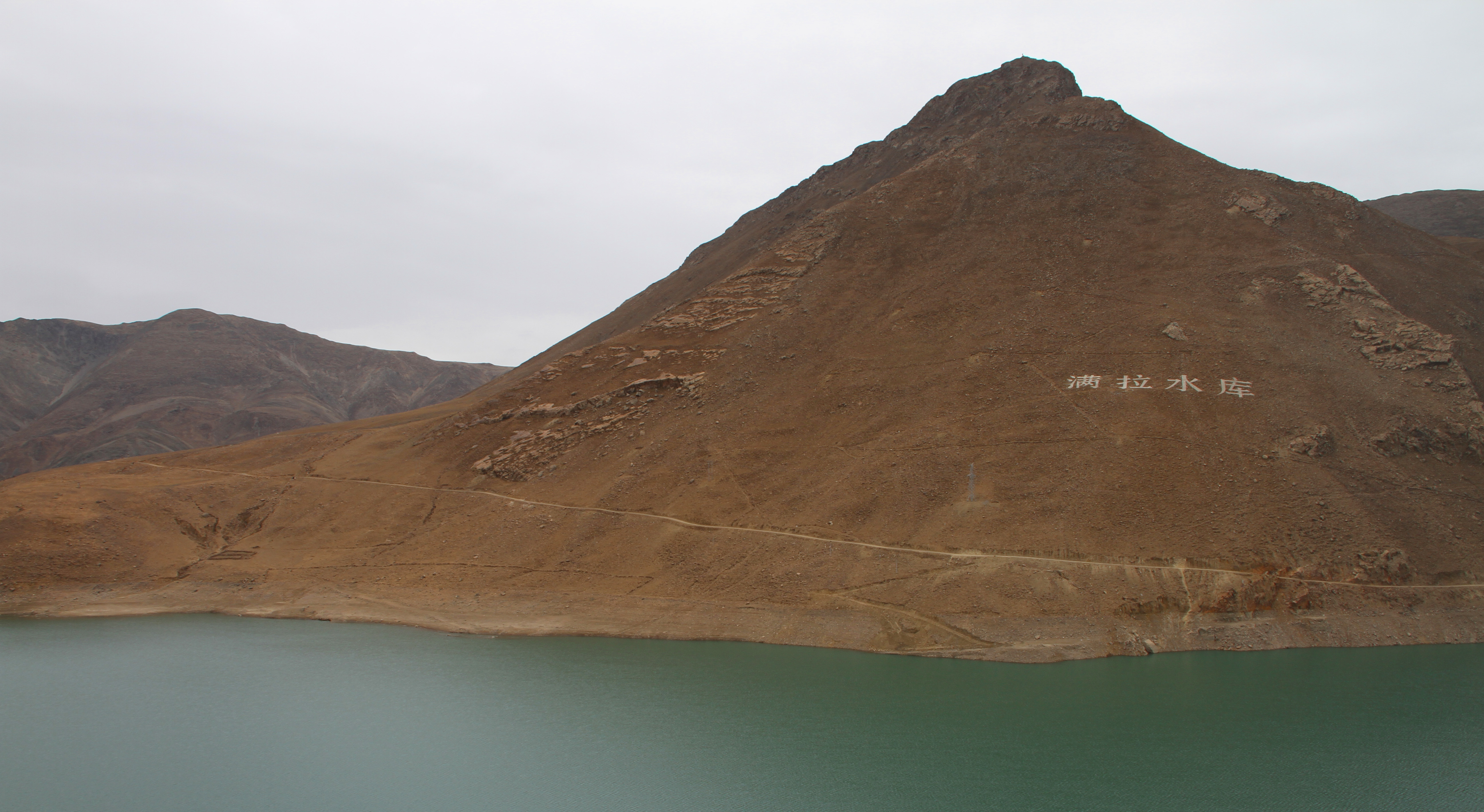
Stausee am Sim La
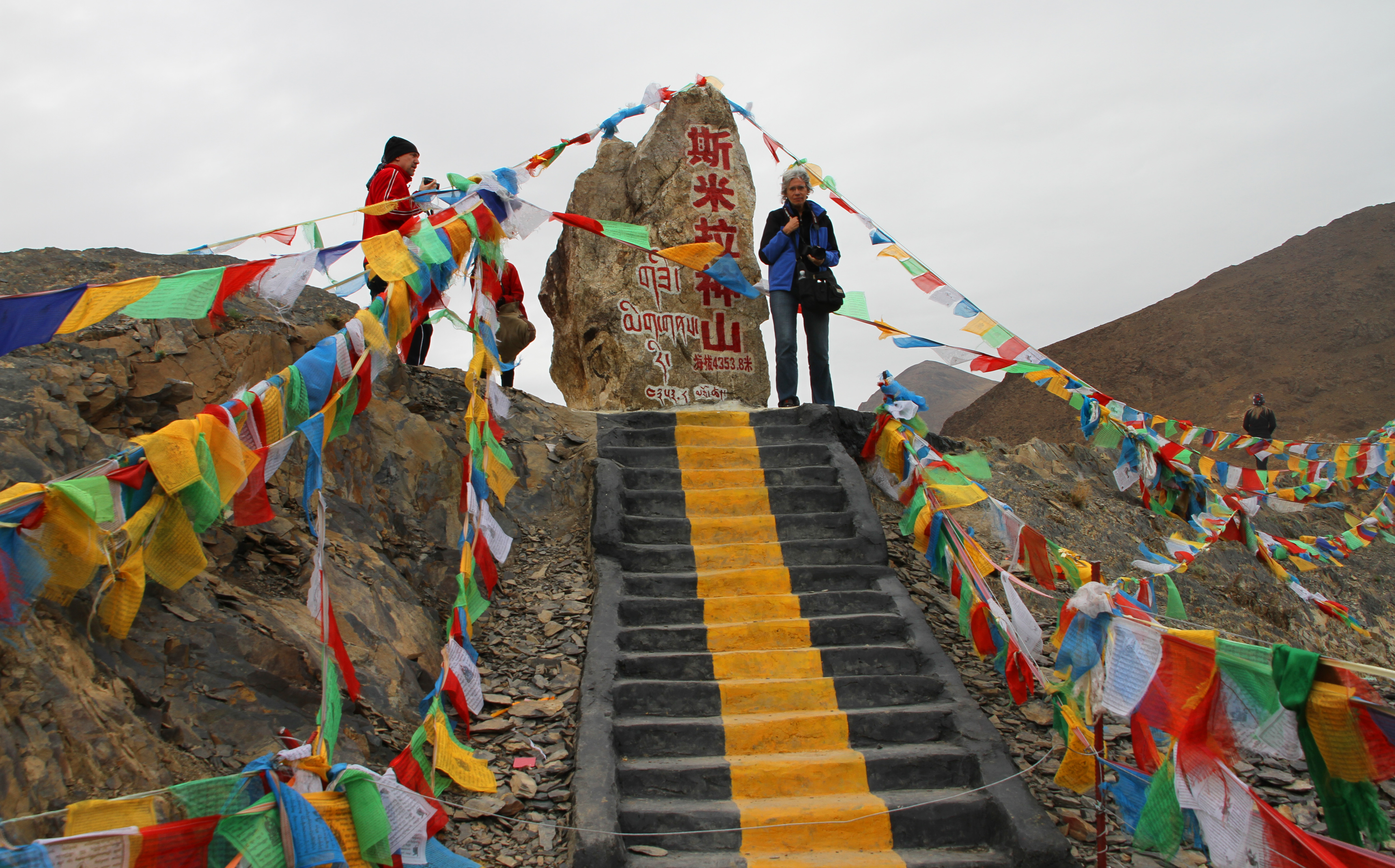
Sim La 4354m
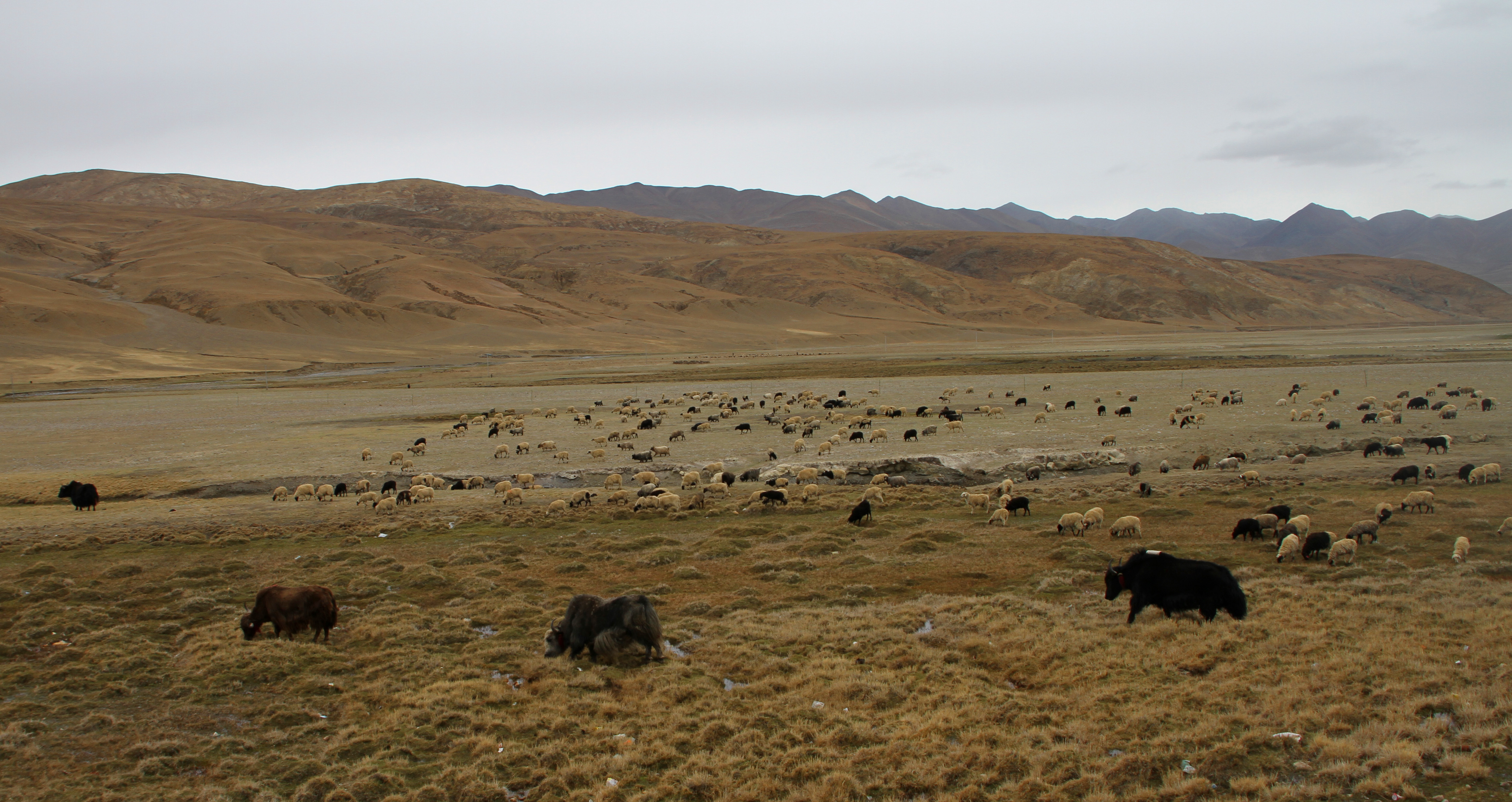
Yaks
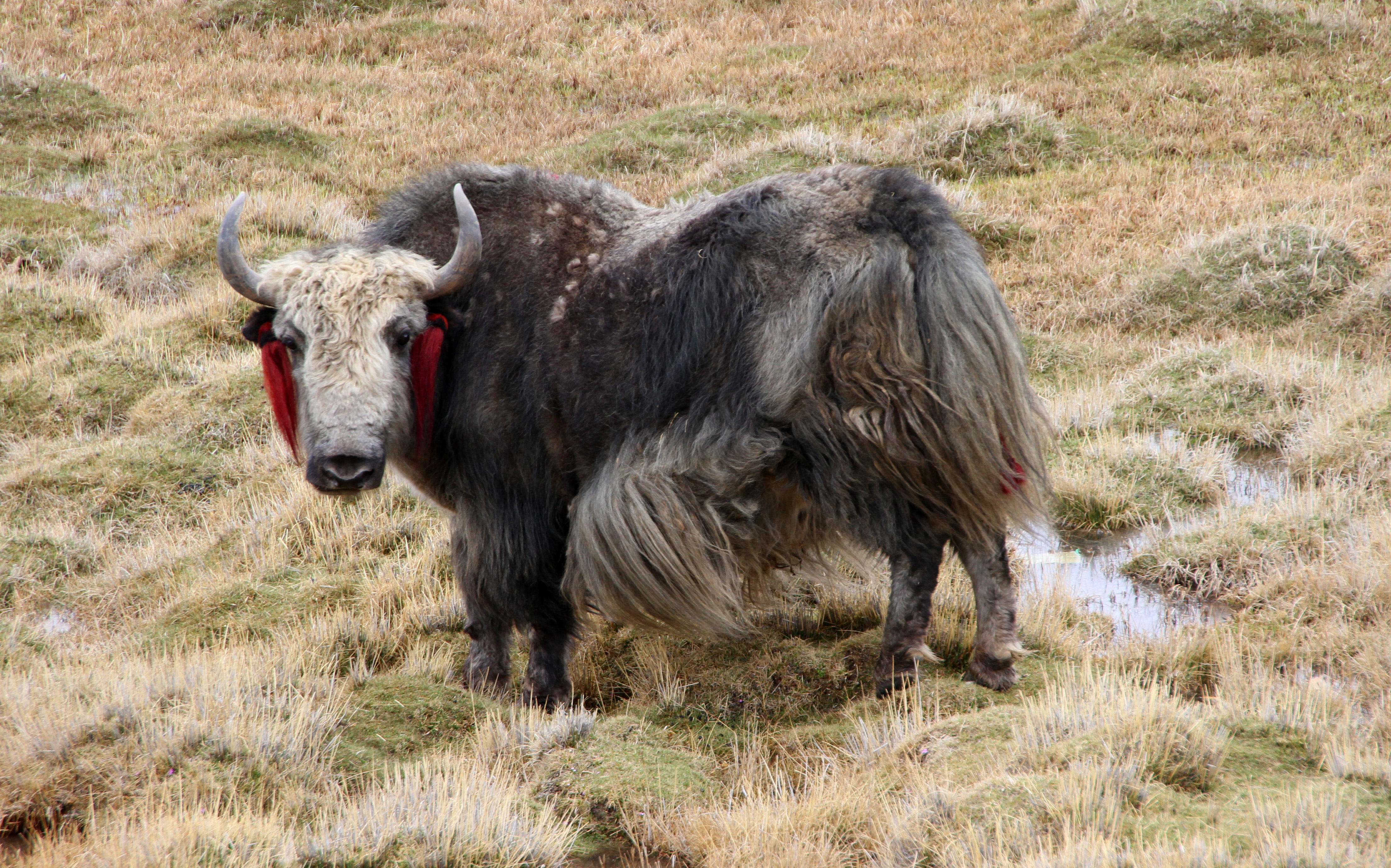
Yak
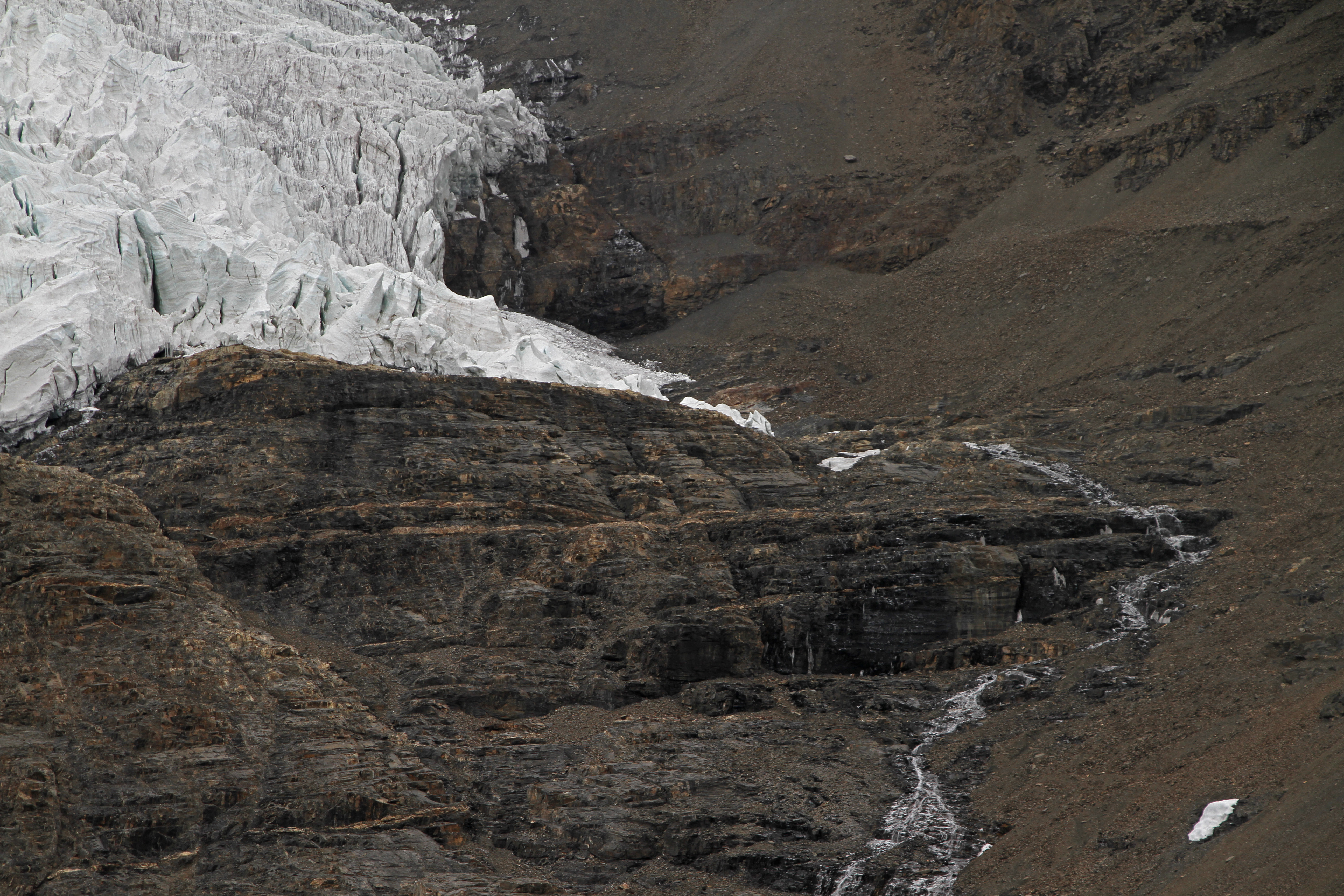
Karo La-Gletscher
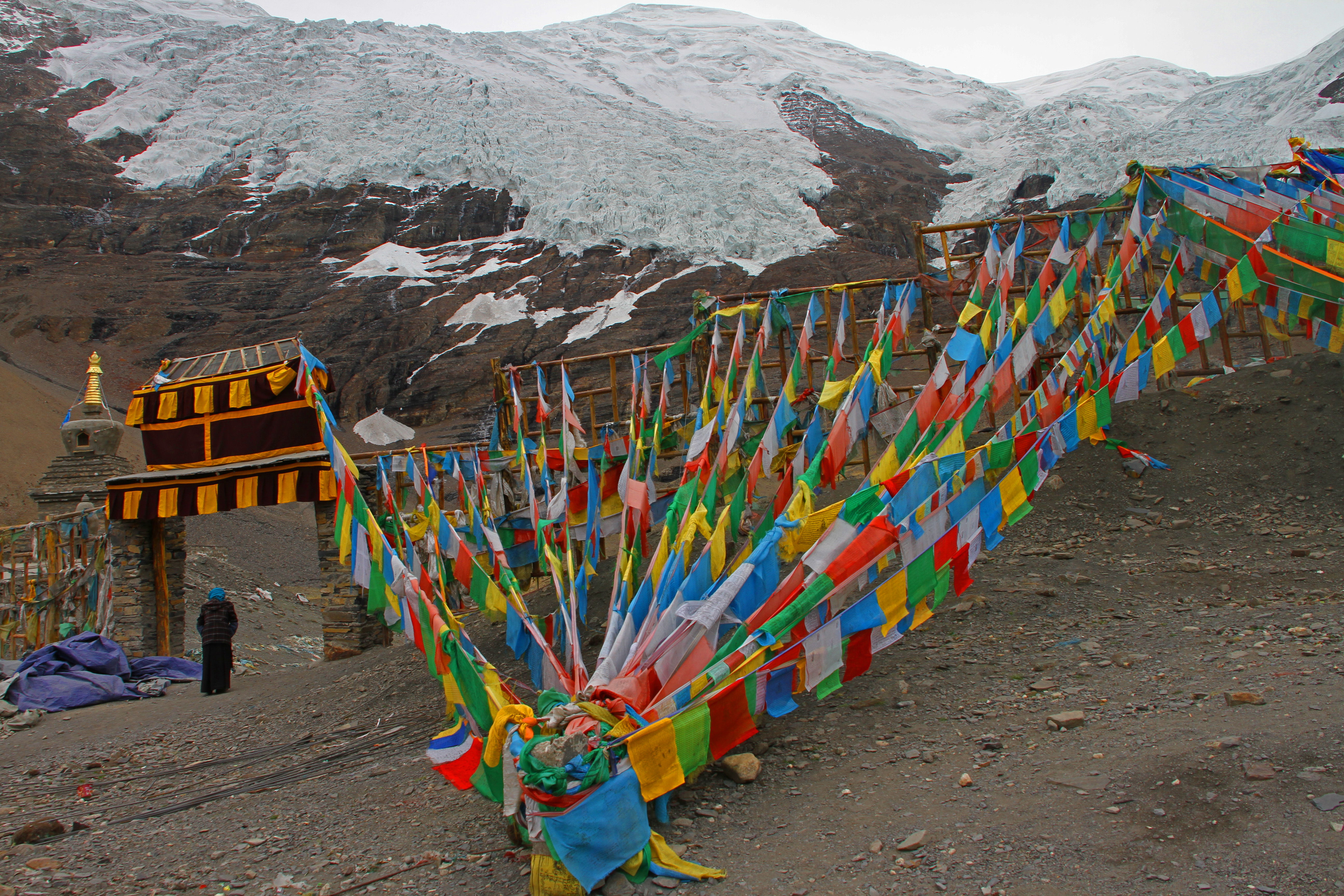
Karo La 5030m
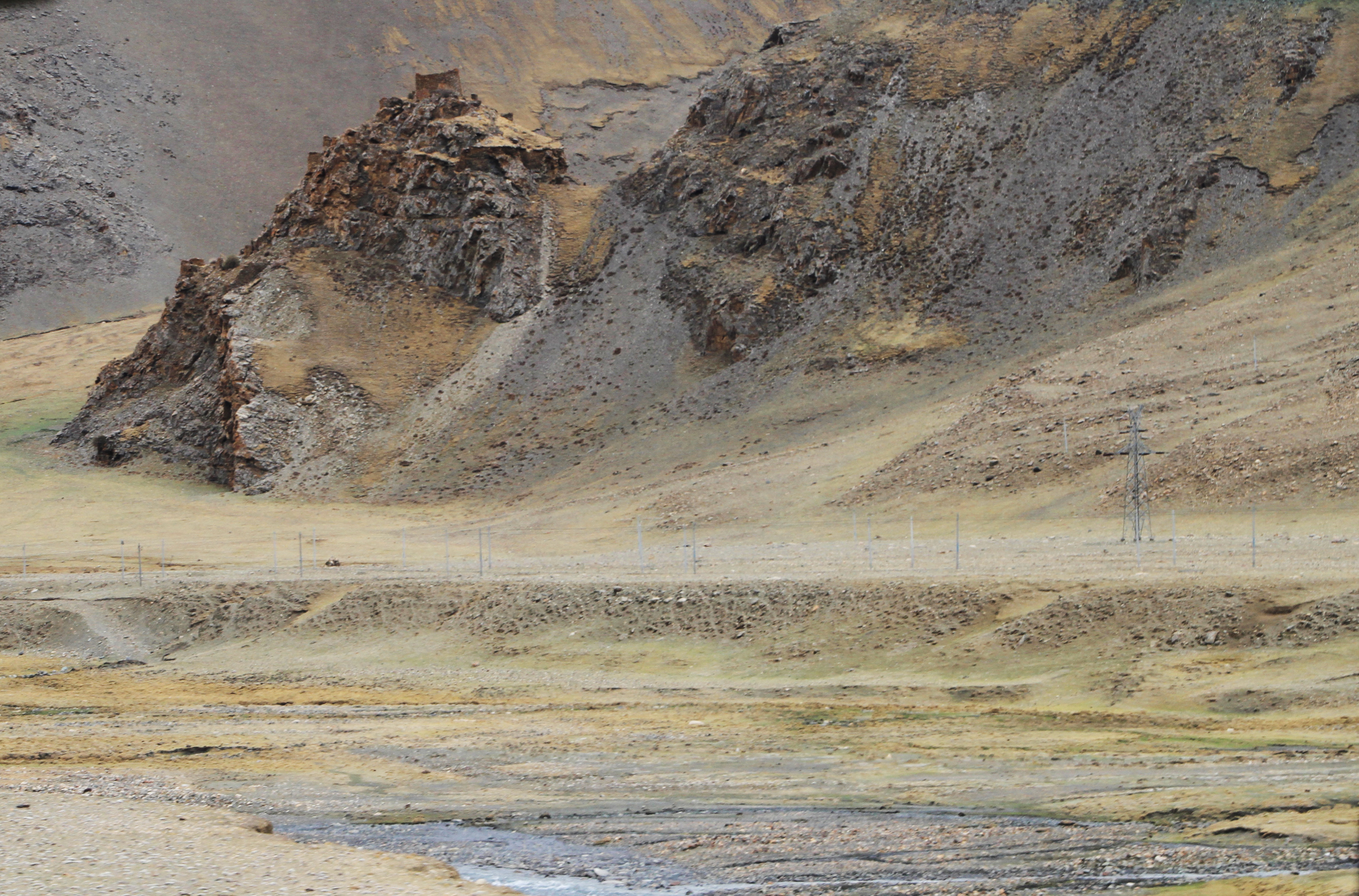
S307
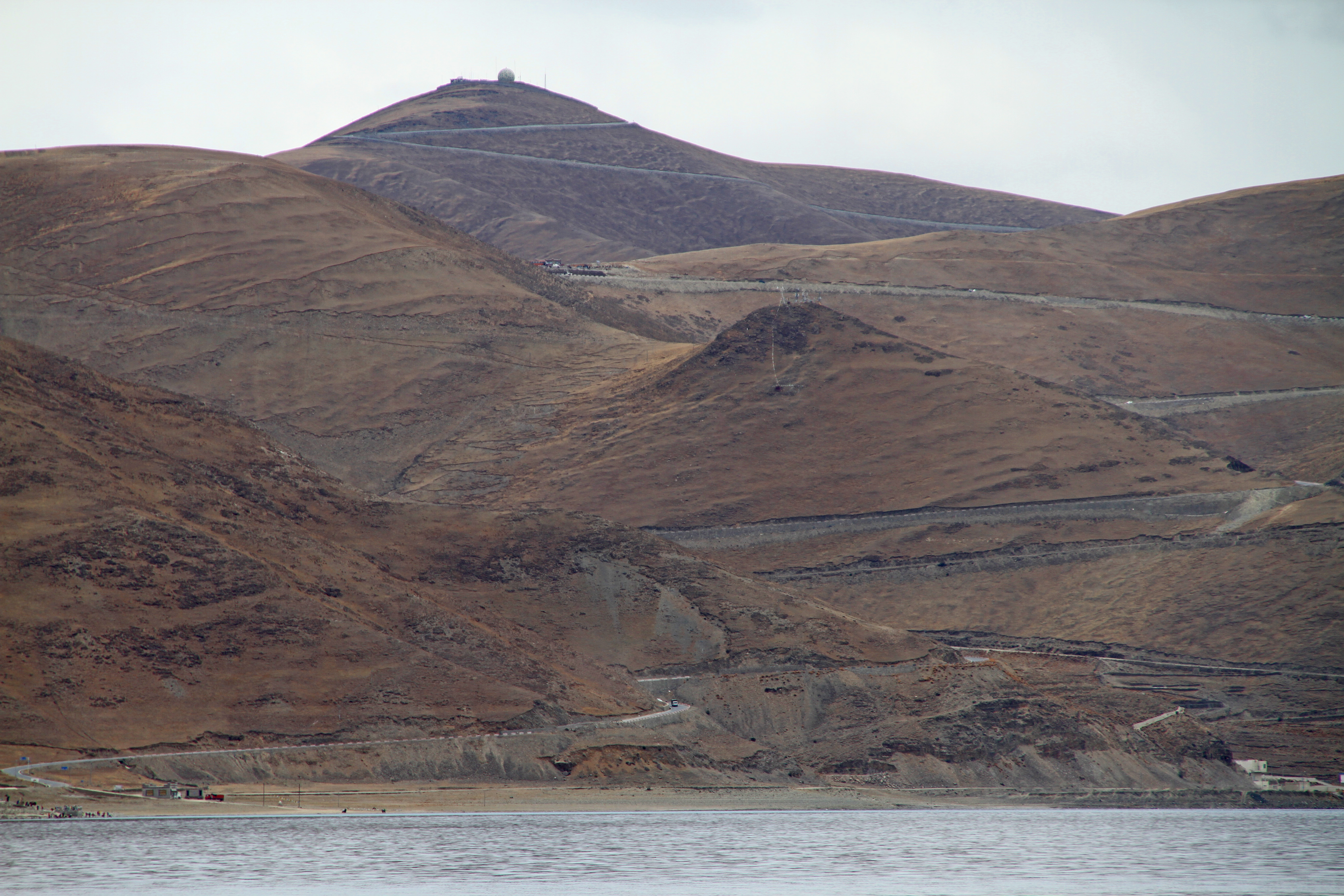
Yamdrok Tso und Kampa La